# Trisomie 21
Trisomie 21 é um grupo de Coldwave (Darkwave) Francês, que teve seu auge nas décadas de 80 e 90. Seus trabalhos mais conhecidos são as músicas La Fete Triste, The Last Song e Il Se Noie. A última aparição foi em um show em Bruxelas em 10 de Abril de 2010.

## Integrantes
- Hervé Lomprez - guitarra, teclados, programação
- Philippe Lomprez - vocais

## Álbuns
- The First Songs Vol. 1 : Le Repos Des Enfants Heureux (1983)
- The First Songs Vol. 2 : Passions Divisées (1984)
- Wait And Dance (1985)
- La Fête Triste (1985)
- Joh' Burg (1986)
- Shift Away (1987)
- Chapter IV (1987)
- Chapter IV Remixed - Le Je-Ne-Sais-Quoi Et Le Presque Rien (1987)
- Chapter IV & Wait And Dance Remixed (1987)
- Million Lights (1987)
- The Official Bootleg ( LP ) (1987)
- Work In Progress (1989)
- Works (1989)
- Final Work (1990)
- T21 Plays The Pictures (1990)
- Raw Material (1990)
- Side By Side (1991)
- Distant Voices (1992)
- The Songs Of T21 Vol 1 (1994)
- The Songs Of T21 Vol.2 (1995)
- Gohohako (1997)
- Happy Mystery Child (2004)
- The Official Bootleg ( CD ) - Sold only during "Happy Mystery Tour" (2004)
- Happy Mystery Child / The Man Is A Mix - Limited Edition (2004)
- The Woman Is A Mix (2006)
- Happy Mystery Club (2006)
- Rendez-vous en France (live) (2007)
- Black Label (2009)
- Elegance Never Dies (2017)
- Chapter I-IV (LP-Box) (2018)